# Iglesia El Rey Jesús
El Ministerio Internacional El Rey Jesús es una megaiglesia evangélica perteneciente al movimiento carismático que está  localizada en Miami, Florida, Estados Unidos. Tiene una asistencia semanal de 12.540 personas, lo que la convierte en la iglesia hispana más grande en Estados Unidos

## Historia
En junio de 1996 Guillermo Maldonado y su exesposa, Ana Maldonado, fundaron la iglesia y es en la actualidad el apóstol Guillermo Maldonado quién continúa al frente de la misma. Comenzaron la obra teniendo cultos en la sala de su casa con doce miembros, y al día de hoy cuentan con alrededor de 12.500 miembros. La mayoría de ellos son hispanos. Es una iglesia bilingüe, ofreciendo cultos en los dos idiomas, español e inglés y, además, está rápidamente convirtiéndose en una iglesia multicultural.
La iglesia tiene iglesias afiliadas en los Estados Unidos y a nivel mundial.

## Relaciones políticas
Guillermo Maldonado participó en la investidura del Presidente de Honduras, Porfirio Lobo, dirigiendo la oración por el presidente.
En la campaña de las elecciones primarias del Partido Republicano para elegir su candidato para la elección del Gobernador de Florida en 2010, esta iglesia fue visitada por los dos candidatos republicanos más importantes, Bill McCollum y Rick Scott, los cuales hablaron a la congregación acerca de sus respectivos programas de gobierno.
En agosto de 2010, fundaron un orfanato en Honduras, el cual fue inaugurado por el presidente de dicho país, Porfirio Lobo, junto con Guillermo Maldonado.

## Medios de comunicación
El Ministerio Rey Jesús tiene un medio de comunicación en crecimiento que incluye internet, radio y televisión. Los programas de televisión se transmiten en Enlace, Daystar, Telemundo Miami, Church Channel, Word Network, Trinity Broadcasting Network y Mega TV Miami. La estación de radio se transmite las 24 horas del día en español en Radio Zoe 1430 AM (WOIR). 